# Stawr Godinowicz
Stawr Godinowicz (Ставр Годинович) – legendarna postać ruska, bohater bylin kijowskich.
Będąc gościem na uczcie u kniazia Władimira (Włodzimierza Wielkiego) przechwalał się mądrością i męstwem swojej żony Wasilisy Iwanowny (według innych wersji Kateriny Nikuliczny/Mikuliczny), głosząc że jest ona w stanie pokonać kniazia i jego drużynników. Obrażony władca wtrącił Stawra do lochu. Wasilisa powiadomiona przez kruka o uwięzieniu męża udała się w męskim przebraniu na dwór Władimira, podszywając się pod posła z wrogiego kraju. Pokonała kniazia w grze w szachy, zachwyciła swoim kunsztem muzycznym i wyzwała do zawodów w strzelaniu z łuku. Z powodu nieobecności drużynników na dworze Władimir nakazał Stawrowi stanąć do pojedynku i ostatecznie małżonkowie wspólnie opuścili Kijów.